# De Overtuin (Haastrecht)
De Overtuin is een park in Engelse Landschapsstijl in Haastrecht in de Nederlandse provincie Zuid-Holland. Het wordt ook wel het Haastrechtse Bos genoemd. Het park behoort bij het herenhuis aan de overzijde van de provinciale weg 228 waarin Museum Paulina Bisdom van Vliet gevestigd is.

## Geschiedenis
Het park ontstond vanaf 1745 na de aankoop van de gronden ten zuiden van de Hoogstraat. Het is in 1875 gedeeltelijk omgevormd van een geometrische tuin naar een zogenaamd Engelse parkstijl. In het park bevindt zich het graf van Paulina le Fèvre de Montigny - Bisdom van Vliet en haar echtgenoot Johan Jacob le Fèvre de Montigny. Ook haar hond Nora heeft een eigen graf in het park. Verder staan er twee tuinbeelden en vijf tuinsieraden. De rode beuk in de overtuin werd reeds op het eind van de 17e eeuw geplant, door Adriaan Bisdom, de eerste van de familie die zich in Haastrecht vestigde. Op een eilandje staat de ruïne van een folly, een grot, ooit speciaal ontworpen om het park te verfraaien. In 1969 is De Overtuin, bestaande uit tuin, park en bos door het museum geschonken aan de voormalige gemeente Haastrecht. Rond 1980 werd het park uitgebreid met een extra bosgedeelte dat ligt in het verlengde er van. 

## Stichting Overtuin
In 2014 is de Stichting Overtuin Bisdom van Vliet opgericht, als opvolger van de werkgroep Overtuin. De vrijwilligers van deze groep hadden tot dan toe het onderhoud van het park op zich genomen. In 2017 werd begonnen met het opknappen van de tuin naar een masterplan uit 2014 van tuinarchitect Monique Wolak. Het bos zou worden uitgedund. De paden, bruggen en de grot zouden worden verbeterd. De uitvoering van het masterplan leidde tot verdeeldheid en moest door de rechter worden beoordeeld. In 2020 is het eigendomsrecht van De Overtuin door de gemeente Krimpenerwaard weer teruggegeven aan Museum Bisdom van Vliet. Door de overdracht zijn overtuin en museum opnieuw een geheel. Het masterplan werd geactualiseerd en er werd verder gegaan met de opknapbeurt. Het museum heeft de Stichting Overtuin Bisdom van Vliet opgedragen de tuin te onderhouden en te herstellen zoals aangegeven in het plan.

## Afbeeldingen

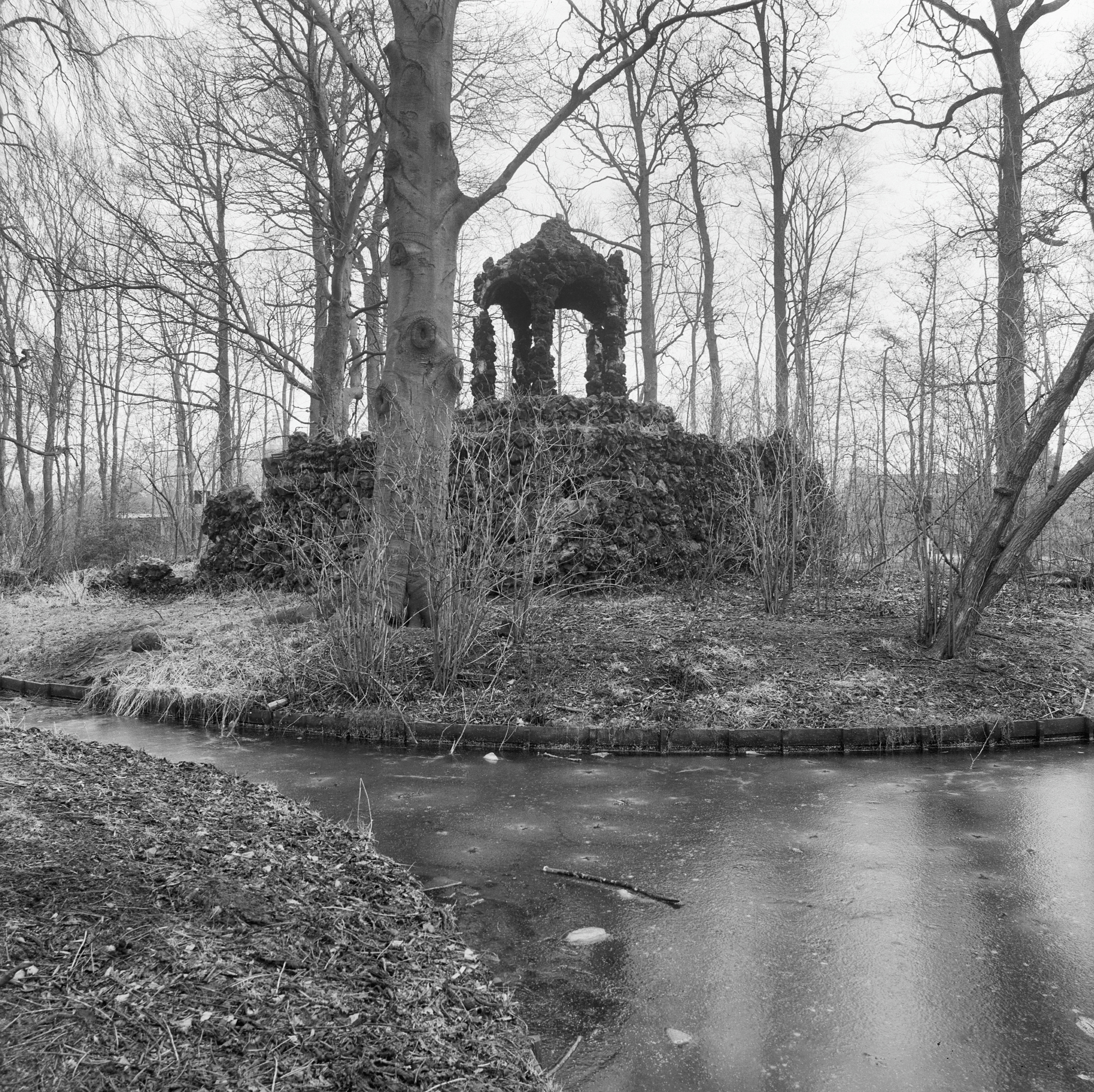
De ruïne (grot)

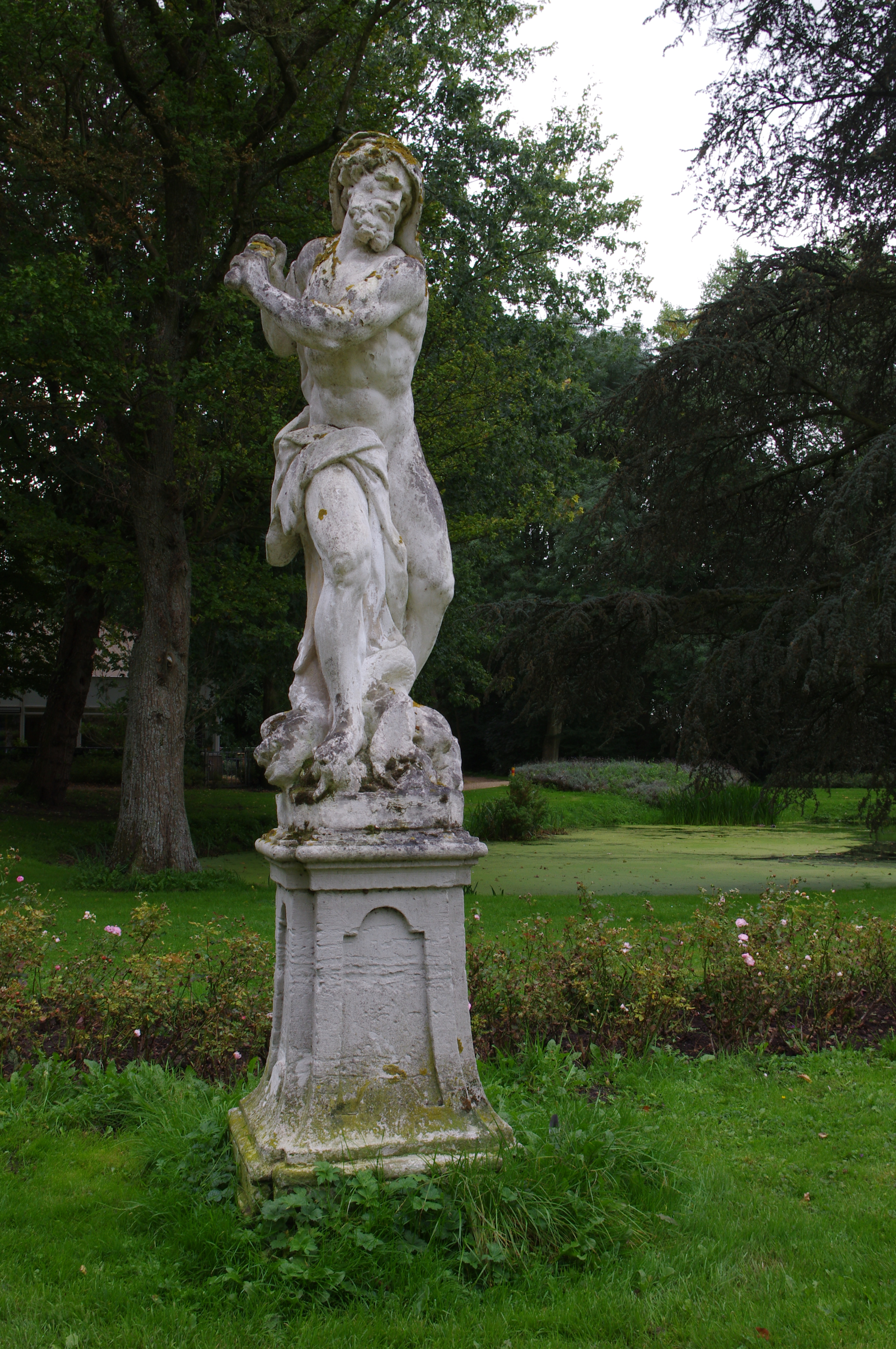
Beeld van Hercules

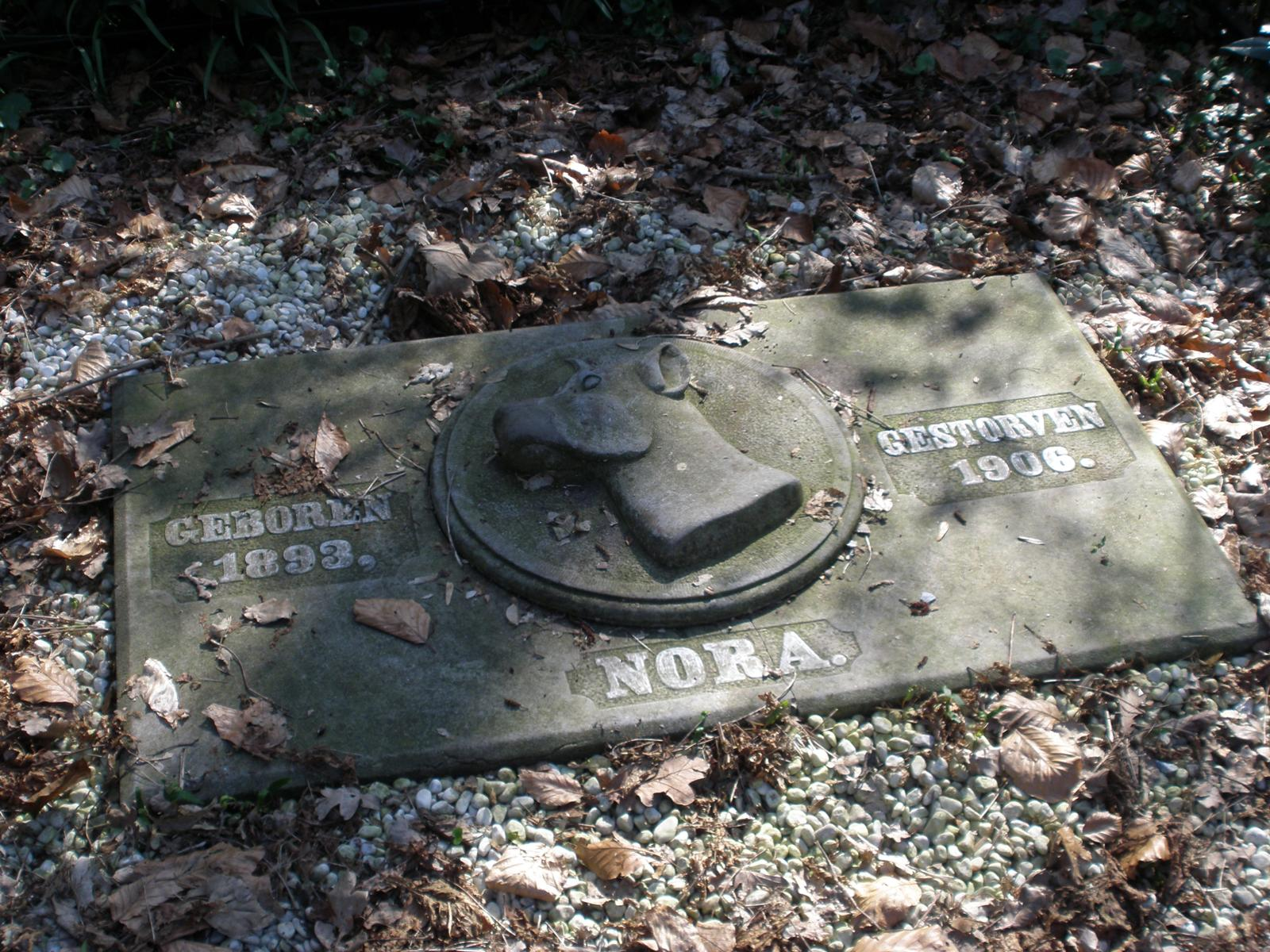
Hondengraf